# Wang Xi

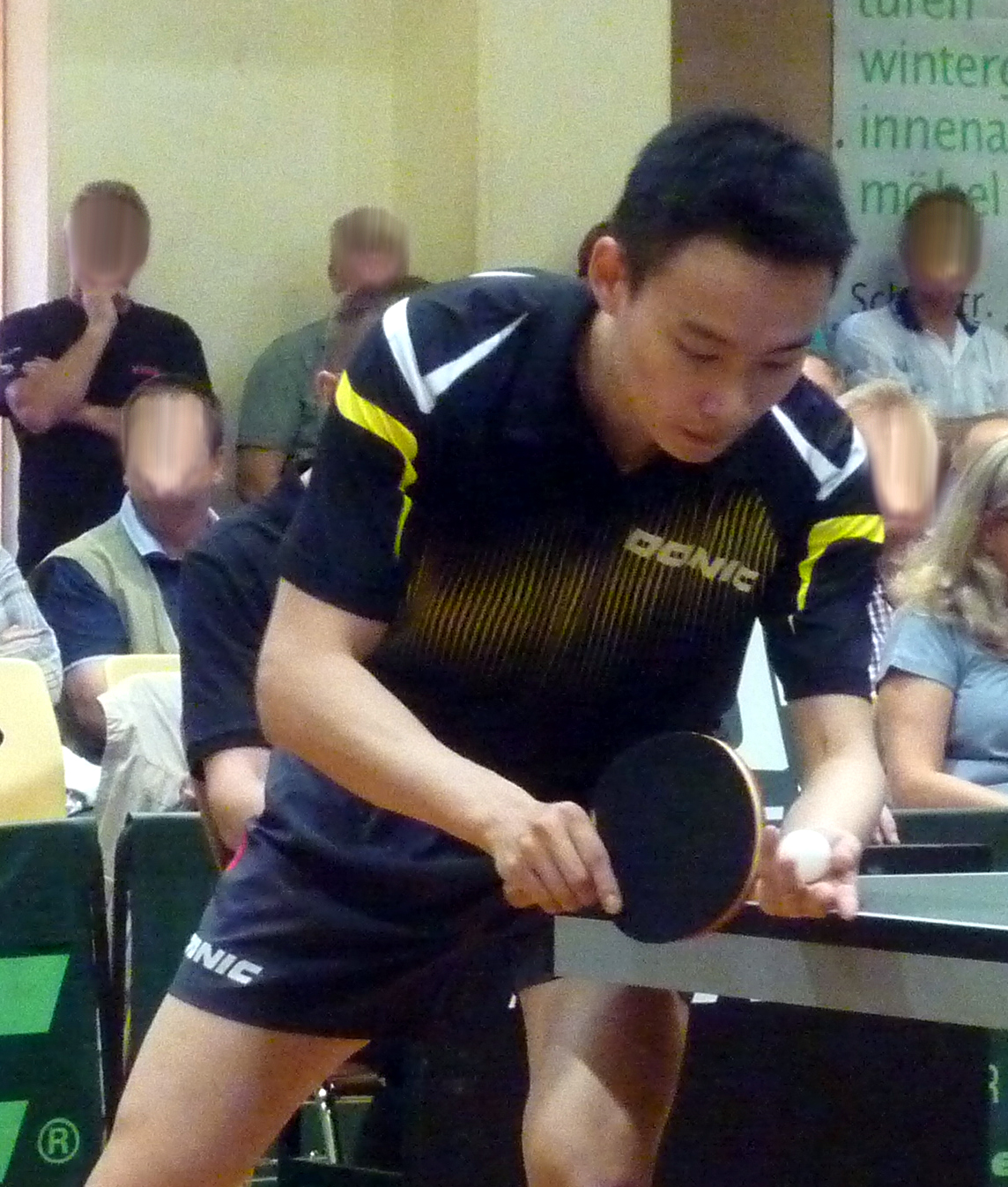
Wang Xi (2013)

Wang Xi (chinesisch 王喜, Pinyin Wáng Xĭ; * 1. Januar 1984 in Fuzhou) ist ein deutsch-chinesischer Tischtennis-Spieler, der beim Bundesligisten TTC RhönSprudel Fulda-Maberzell unter Vertrag stand und 2019 zum ASV Grünwettersbach wechselte.
Nachdem er das Tischtennisspielen in China erlernte, kam er 2007 nach Deutschland zum TTV Gönnern. In den Spielzeiten 2007/08, 2009/10 und 2011/12 hatte er die beste Einzelbilanz der Bundesliga, aufgrund der starken Konkurrenz im chinesischen Nationalkader konnte er jedoch fast nie an internationalen Turnieren teilnehmen. Im August 2015 erhielt er die deutsche Staatsbürgerschaft und seitdem ist für den DTTB startberechtigt. Er spielt in der Shakehand-Haltung eine moderne Variation des Abwehrspiels.
Seit 2008 ist Wang mit seiner Frau Tan Jing verheiratet, mit der er zusammen in Fulda lebte und die 2008/09 mit dem SV Darmstadt 98 in der 2. Bundesliga spielte.

## Vereine
- 2007–2008: TTV Gönnern
- 2008–2019: TTC RhönSprudel Fulda-Maberzell
- 2019–2024: ASV Grünwettersbach
- seit 2024: TSG Kaiserslautern (Drittligist)